# Linia kolejowa Falkenberg – Beeskow
Niederlausitzer Eisenbahn – lokalna linia kolejowa w Niemczech, w kraju związkowym Brandenburgia o długości 113 km. Biegnie w południowej Brandenburgii od węzła kolejowego Falkenberg/Elster na północny wschód do Beeskow. Tam łączy się z linią Königs Wusterhausen–Grunow, która dalej prowadzi do Frankfurtu nad Odrą. Przecina powiaty Elbe-Elster, Dahme-Spreewald i Oder-Spree. Dziś jest używana tylko do ruchu towarowego i jest własnością DRE.